# Evangelístria
Evangelístria är en ort i Grekland.   Den ligger i prefekturen Nomós Korinthías och regionen Peloponnesos, i den sydöstra delen av landet, 80 km väster om huvudstaden Aten. Evangelístria ligger 26 meter över havet och antalet invånare är 308.
Terrängen runt Evangelístria är kuperad åt sydväst, men åt nordost är den platt. Havet är nära Evangelístria åt nordost.Runt Evangelístria är det tätbefolkat, med 331 invånare per kvadratkilometer. Närmaste större samhälle är Korinth, 15,2 km öster om Evangelístria. 